# Courtland (Kansas)
Courtland és una població dels Estats Units a l'estat de Kansas. Segons el cens del 2000 tenia 334 habitants.

## Demografia
Segons el cens del 2000, Courtland tenia 334 habitants, 149 habitatges, i 96 famílies. La densitat de població era de 477,6 habitants per km².
Dels 149 habitatges en un 28,9% hi vivien nens de menys de 18 anys, en un 57% hi vivien parelles casades, en un 3,4% dones solteres, i en un 34,9% no eren unitats familiars. En el 32,2% dels habitatges hi vivien persones soles el 21,5% de les quals corresponia a persones de 65 anys o més que vivien soles. El nombre mitjà de persones vivint en cada habitatge era de 2,24 i el nombre mitjà de persones que vivien en cada família era de 2,84.
Per edats la població es repartia de la següent manera: un 25,1% tenia menys de 18 anys, un 3,9% entre 18 i 24, un 18,3% entre 25 i 44, un 23,7% de 45 a 60 i un 29% 65 anys o més.
L'edat mediana era de 47 anys. Per cada 100 dones de 18 o més anys hi havia 98,4 homes.
La renda mediana per habitatge era de 27.188 $ i la renda mediana per família de 37.778 $. Els homes tenien una renda mediana de 26.667 $ mentre que les dones 13.500 $. La renda per capita de la població era de 14.543 $. Entorn del 6,3% de les famílies i l'11,3% de la població estaven per davall del llindar de pobresa.

## Poblacions més properes
El següent diagrama mostra les poblacions més properes.